# Poggio-di-Nazza
Poggio-di-Nazza (korsisch U Poghju di Nazza; italienisch Poggio di Nazza) ist eine Gemeinde im Département Haute-Corse auf der französischen Insel Korsika. Sie gehört zum Kanton Fiumorbo-Castello und zum Arrondissement Corte. Sie ist Mitglied des Gemeindeverbandes Fium’Orbu Castellu. Die Bewohner nennen sich Poggiolais oder Pughjesi. 

## Geographie
Das Siedlungsgebiet liegt durchschnittlich auf 475 Metern über dem Meeresspiegel. Die Nachbargemeinden sind Lugo-di-Nazza im Norden und Nordosten, Ghisonaccia im Osten, Prunelli-di-Fiumorbo im Südosten, Isolaccio-di-Fiumorbo im Süden und Ghisoni im Westen.

## Bevölkerungsentwicklung
| Jahr      | 1962 | 1968 | 1975 | 1982 | 1990 | 1999 | 2008 | 2012 |
| --------- | ---- | ---- | ---- | ---- | ---- | ---- | ---- | ---- |
| Einwohner | 322  | 305  | 288  | 224  | 165  | 185  | 182  | 172  |

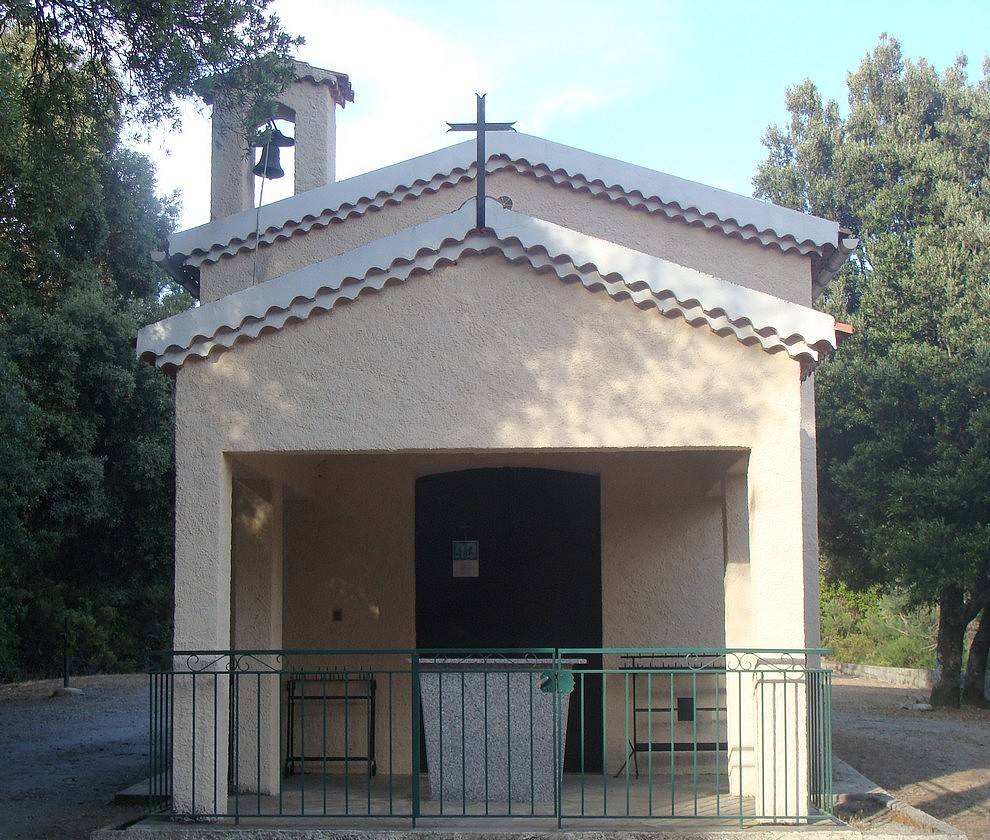
Kapelle Saint-Antoine
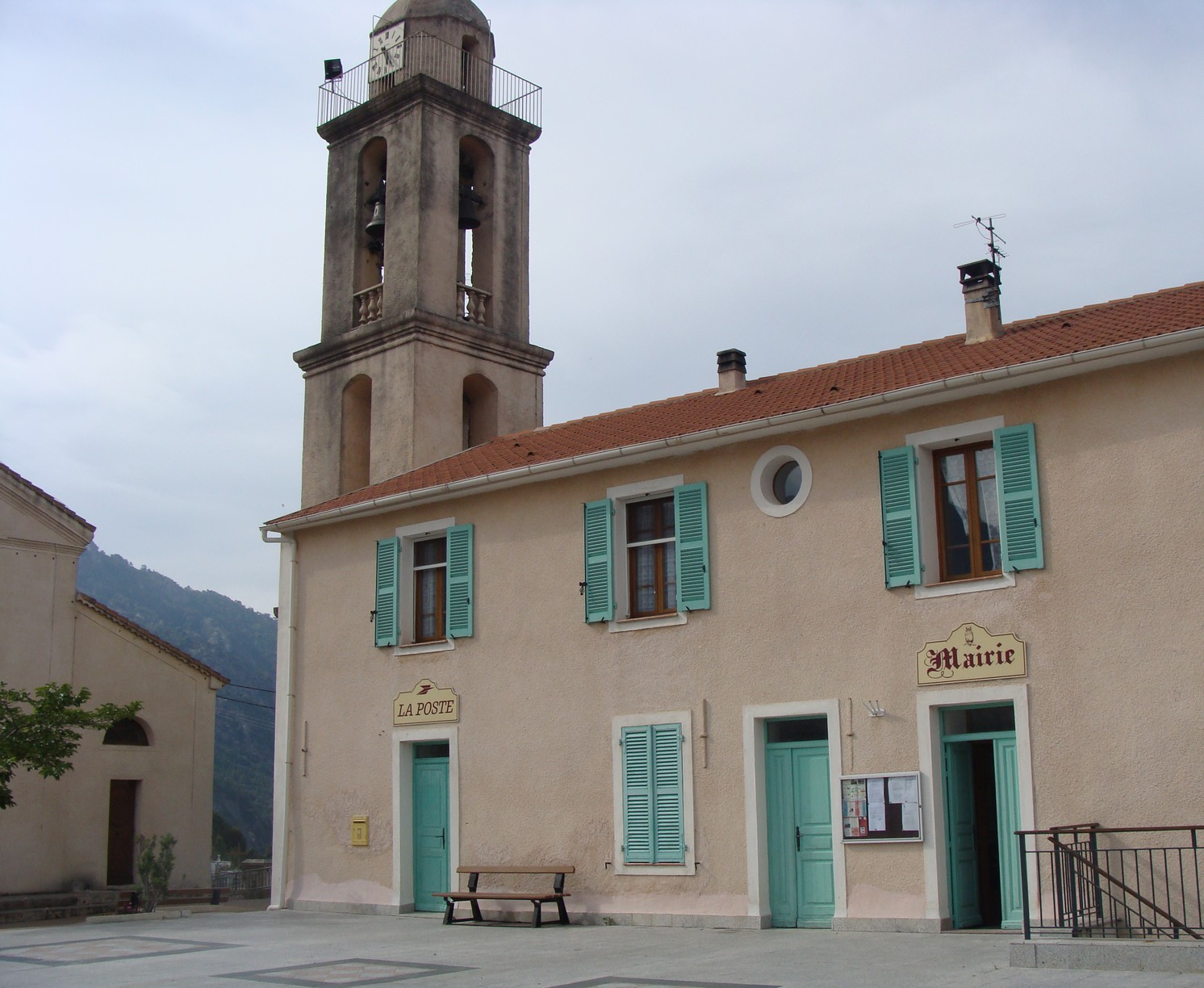
Mairie und Poststation